# Кјеза дељи Анђели (Катанцаро)
Кјеза дељи Анђели је насеље у Италији у округу Катанцаро, региону Калабрија.
Према процени из 2011. у насељу је живело 1 становника. Насеље се налази на надморској висини од 277 м.